# Rózsa Milán
Rózsa Milán, született: Zsirai Zsolt (Sopron, 1988. február 28. – Budapest, 2014. november 6.) politikai, emberjogi és melegjogi aktivista, aki számos erőszakmentes polgári engedetlenségi akcióban vett részt, civil tüntetések szervezője és aktív résztvevője volt.

## Élete
Nevét saját bevallása szerint Rózsa Sándor, az egyik legismertebb magyar betyár után választotta, jóval a politikai-aktivista szerepvállalása előtt.
Középiskolai tanulmányait a soproni Széchenyi István Gimnáziumban folytatta, ahol 2006-ban érettségizett. Ezt követően felsőfokú tanulmányokat folytatott a Szegedi Tudományegyetemen és az Eötvös Loránd Tudományegyetem Állam- és Jogtudományi Karán.
2014. november 6-án este Kelenföld és a Déli pályaudvar közötti pályaszakaszon elgázolta egy vonat. Szülővárosában, Sopronban temették el.

## Közéleti szerepvállalása
2011-től két éven keresztül szervezője volt a Budapest Pride-nak. 2011 és 2013 között a Magyar LMBT Szövetség ügyvivője, 2013-tól haláláig annak felügyelőbizottsági tagja. 2012. március 15-én a Magyar LMBT Szövetség képviseletében mintegy százezer ember előtt beszélt – többszöri hangos tetszésnyilvánítás mellett – a politikának az LMBT embereket és másokat érintő intézkedéseiről.
Rózsa Milánra széles körben a „magyar Harvey Milk” néven emlékeznek. Harvey Milk, néhai San Franciscó-i önkormányzati politikus, az LMBT közösség jogainak élharcosa volt a hetvenes évek Amerikájában. Stuart Milk – Harvey unokaöccse – is felismerte Rózsa életútjában nagybátyja harcait és aktivizmusát, ezért Milk alapítványának (Harvey Milk Foundation) kezdeményezésére Rózsa meghívást kapott Washingtonba, a Fehér Házba, ahol találkozott többek között Nancy Pelosival, az Egyesült Államok Képviselőházának demokratapárti frakcióvezetőjével, korábbi házelnökkel, valamint Michelle Obamával, az Amerikai Egyesült Államok First Ladyjével. Az utazásról és Rózsa Milán aktivista munkájáról Milk személyes hangú beszámolót jelentett meg a Huffington Post című internetes lapban, amelyben beszámol róla: Rózsa Milán édesapja a 2011-es Budapest Pride felvonulást követően a televízióból értesült fia aktivista szerepéről, majd ezt követően öngyilkosságot követett el.
2013 márciusában egyike volt azoknak, akik figyelemfelkeltés gyanánt elfoglalták a Fidesz Lendvay utcai székházának udvarát. Tagja volt a Párbeszéd Magyarországért pártnak. 2014 februárjában két párttársával felkapaszkodott a Sándor-palota erkélyére, és ott transzparensekkel népszavazást követeltek a Paksi Atomerőmű bővítéséről. Ugyanebben a hónapban a kerítést átmászva behatolt az Oroszországi Föderáció budapesti nagykövetségének udvarára, ahol egy szivárványzászlót a kezében tartva hangosan felszólította az orosz vezetést, hogy törölje el az országban élő homoszexuális közösség tagjait sújtó diszkriminatív törvényt.
2014 őszén az internetadó ellen szervezett tüntetéssorozat két tüntetésén vett részt. Az első alkalommal, október 26-án őrizetbe vették, csoportos garázdasággal vádolták meg, habár a célja a jogszabályok betartása, nem pedig azok áthágása volt. Mivel e vádat sem a helyszínen készült felvételekkel, sem tanúkkal nem sikerült alátámasztani, kiengedték. Az ATV Egyenes Beszéd című október 29-i adásában tagadta a vádakat, és számos szemtanú állításával megegyezően azt állította: a váddal ellenkezőleg, csitítani igyekezett a magukról megfeledkezett rendbontókat.
Saját sírjukat ássák a netadóval, szerintem azt hiszik, hogy bármit megtehetnek, annyira arrogánsak, hogy három választási siker után kevésbé tetszik nekik, hogy bármilyen kontroll van felettük. Meglátjuk, a nép hogyan reagál, de az elmúlt két tüntetés után szerintem több van ebben, mint elsőre látszik.

## Emlékezete
A sokak által a magyar radikális aktivizmus egyik emblematikus alakjaként számon tartott fiatalember elfogadta a polgári engedetlenség eszközeit, de mindig megmaradt az erőszakmentesség határain belül. Úgy tudott konzekvensen, megalkuvásmentesen radikális maradni, hogy személyisége megőrizte annak integráló erejét. 
Milán egy igaz szívű ember volt, aki mindent megtett azokért az ügyekért, amikben hitt. Félelmet nem ismerő igazságérzete mindennél előrébb való volt. Személyében a magyarországi aktivizmus egyik legértékesebb embere, és sokunk számára egyik legjobb barátunk távozott. Emlékét örökké őrizni fogjuk. Kérünk mindenkit, hogy a helyzethez illő tapintattal viseltessen az emléke és gyászoló családja iránt.
A társadalmi változásokba vetett mély hite, lángoló lelkesedése és vakmerősége sokakat megérintett.
A Meleg szemmel című videósorozat 133. része R.I.P. Rózsa Milán címen állít emléket neki. 
A Polgári engedetlenség és erőszakmentes ellenállás c. tanulmánygyűjteményt (Napvilág Kiadó, 2016) a szerkesztő Rózsa Milán emlékének ajánlotta.

## Galéria

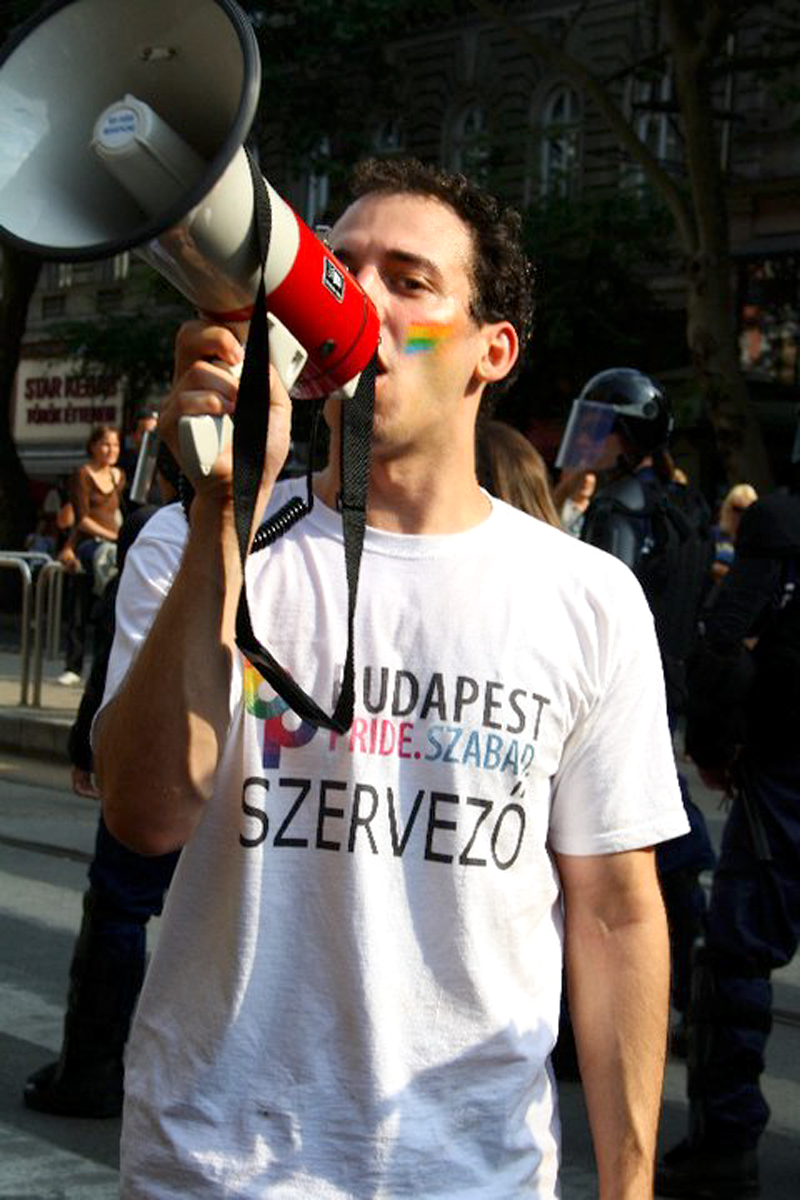
Rózsa Milán hangerősítővel a Budapest Pride-on
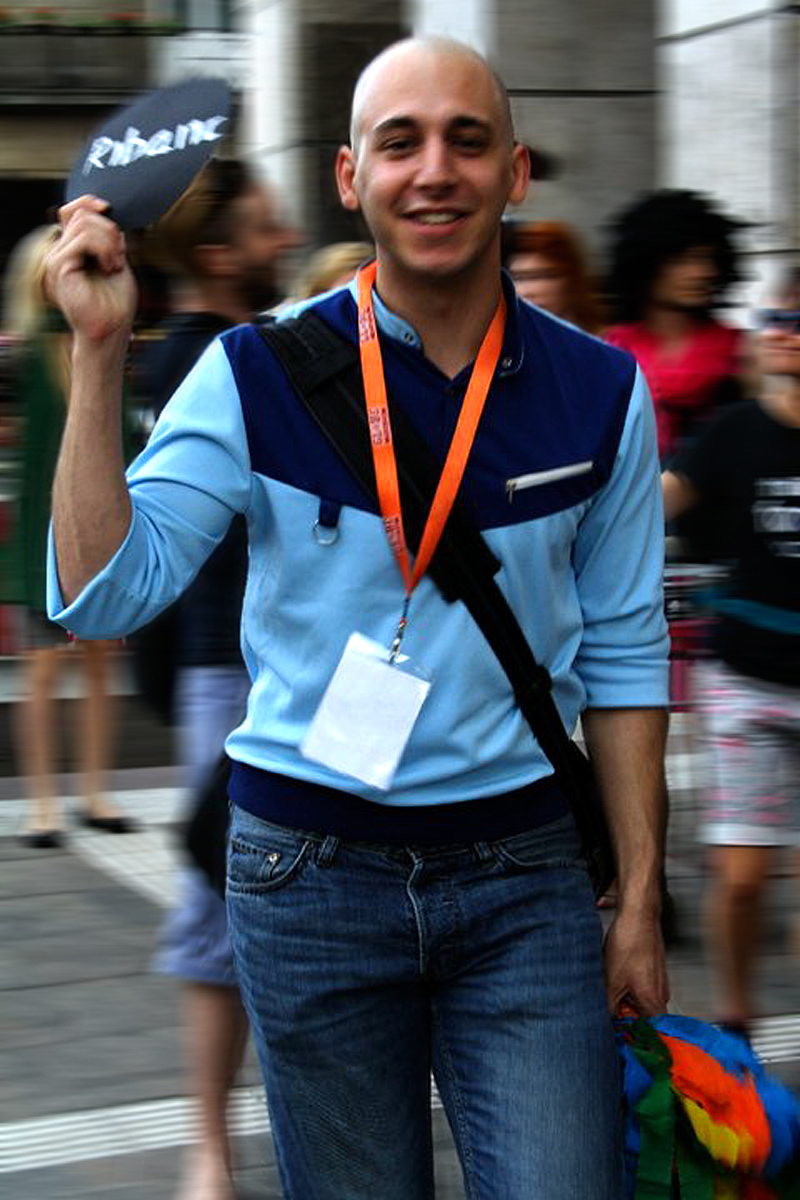
Rózsa Milán bal kezében szivárványzászló
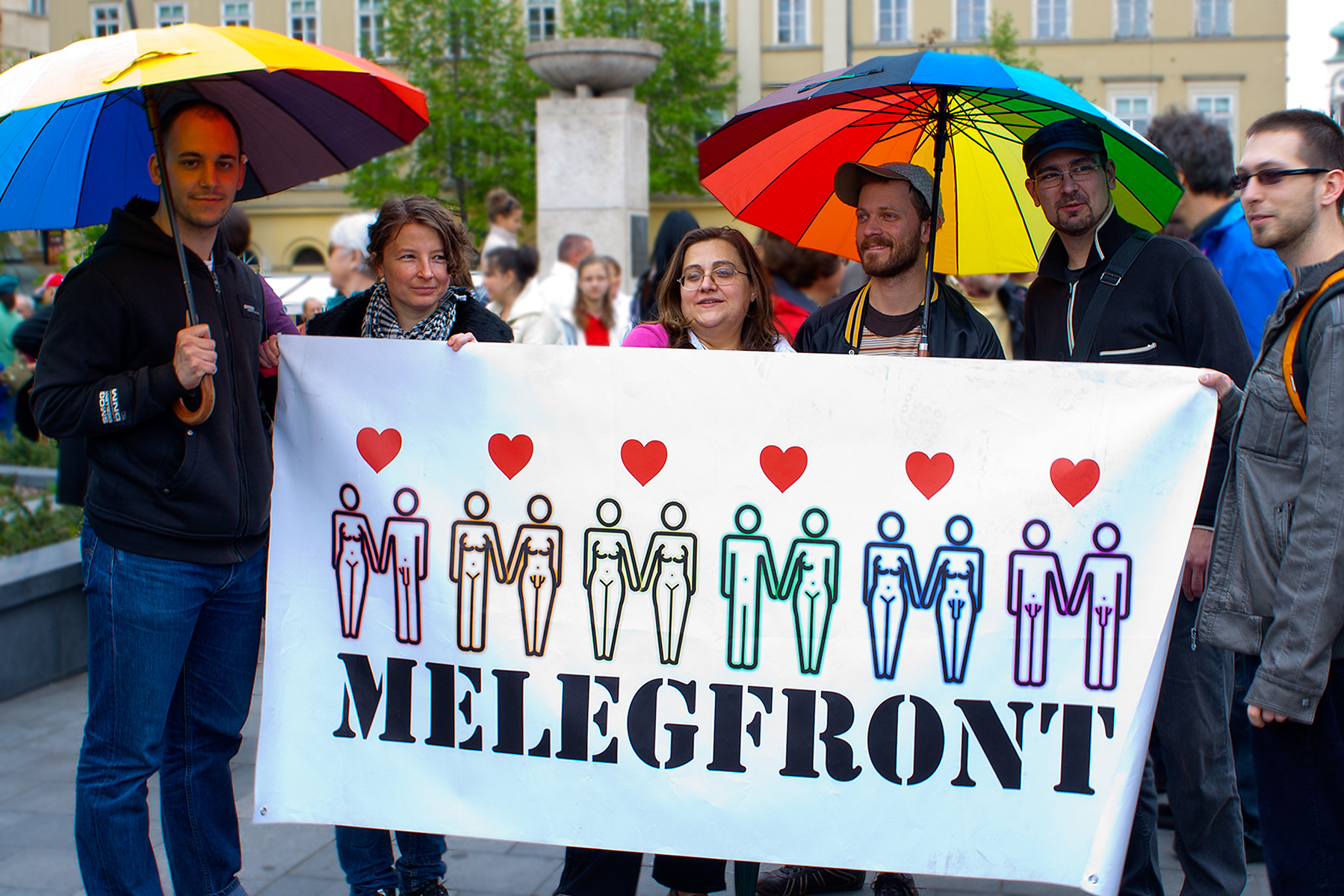
Rózsa Milán a Holokauszt Magyarországi Emléknapján
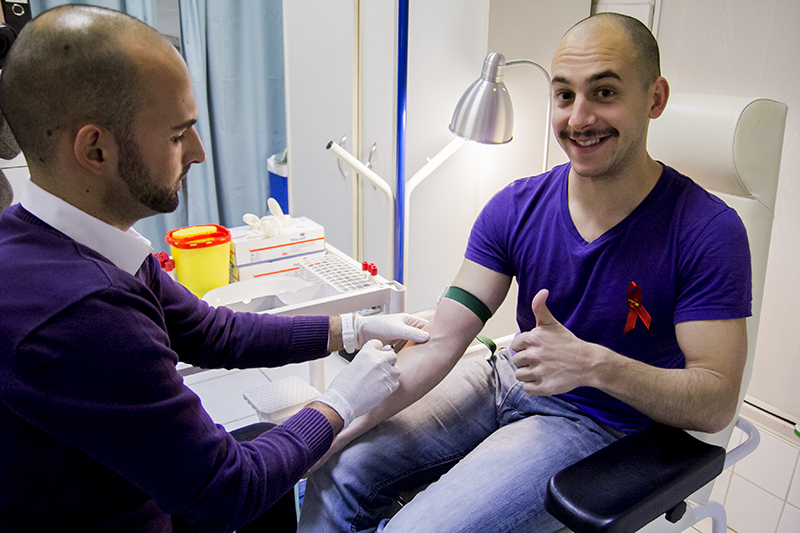
Rózsa Milán HIV-szűrésen